# 关中书院
关中书院，是一所位于中国陕西省西安市的书院。

## 历史
始建于明朝万历三十七年（1609年），天启六年（1626年）一度被禁毁，后于清朝康熙三年（1664年）重建，一度成为全国四大著名书院之一，也是西北四大书院之执牛耳者。1903年，关中书院更名为陕西省第一师范学堂，1912年改为陕西省第一师范学校，1982年定名为陕西省西安师范学校。
关中书院现在位于书院门，书院建筑规模宏大，中间讲堂6间曰“允执堂”，左右南屋4间，东西号房各6间，讲堂后边有假山，“三峰耸翠”，“宛若一小华岳”，讲堂前半亩方塘，竖亭于中，砌石为桥。书院有门两重，大门二楹，二门四楹，郡丞刘孟直书“八景诗”以壮其观，学者王大智书隶字为书院题名。